# Milltown-Head of Bay d'Espoir
Milltown-Head of Bay d'Espoir é uma pequena cidade localizada na província canadense de Terra Nova e Labrador. De acordo com o censo canadense de 2016, a cidade tinha uma população de 749 habitantes.